# VT グループ
VT グループ（VT Group plc）は、国防とサービスを提供するイギリスの公開有限会社。かつて、ヴォスパー・ソーニクロフトとして知られる会社であり、造船業から多角化して幅広いエンジニアリングとサポートサービスを提供している。
VT グループは、5つの主要傘下企業を通して多くの地域に事業を展開している。主要企業は、VT コミュニケーションズ、VT エデュケーション・アンド・スキルス、VT サポート・サービシーズ、シップビルディング、そして、アメリカ合衆国に本社を構えるVT グループ Inc.である。VT グループはロンドン証券取引所に上場しており、株価指数がFTSE250に含まれている。

## 歴史
ポーツマスのヴォスパー社は小型のボートを建造していたが、サウサンプトンのソーニクロフトは駆逐艦といった軍艦の建造と長い歴史があった。VT グループの起源は、ヴォスパー社とソーニクロフト社の合併である。両社は合併し、1966年にヴォスパー・ソーニクロフトとしてロンドン証券取引所に上場した。その後、労働党が政権をとると、1970年代にヴォスパー・ソーニクロフトはブリティッシュ・シップビルダーズの一部門としてイギリス政府によって国営化された。しかし、1985年に経営陣がMBOで自社を買い戻したので民営企業となった。
民営化されたヴォスパー・ソーニクロフトは、主力の造船事業をイギリス海軍の訓練と支援に多様化させた。また、主に販売の努力によって輸出に成功し、軍艦を発注されない平時でも会社は発展した。2002年以降は総合的なビジネス展開のため、VT グループと名乗った。2003年から北アメリカにおいて、グリフィン・サービシーズ、ミルコム・システムズ・コーポレーション、AEPCOなどを買収し、VT サービシーズの傘下に置いたことにより、アメリカ合衆国へ進出、その規模の拡大を果たした。
2008年7月1日にはクイーン・エリザベス級航空母艦建造の影響で、子会社のVT シップビルディングは、BAEシステムズのサーフェス・フリート・ソリューションズと合併してBVT サーフェス・フリート（現BAE システムズ・サーフェス・シップス）が設立された。2009年には、北アメリカでの経営体制を強化するため、VT サービシーズをVT グループ Inc.へと社名変更した。

## 組織
VT グループには、5つの傘下企業と各々の部門が存在する。
- VT コミュニケーションズ
- VT エデュケーション・アンド・スキルス
  - VT フラッグシップ
- VT グループ Inc.（旧VT サービシーズ）
- VT サポート・サービシーズ
- シップビルディング

## 製品とサービス
- ヴォスパー・ソーニクロフト・フリゲート - VTグループ（またはヴォスパー社）が開発した輸出用フリゲート/コルベット。